# 林弥一郎
林弥一郎（1911年9月2日—1999年8月14日），漢名林保毅，日本大阪府南河内郡人。东北民主联军航空学校主任教官，有“中國人民解放軍空軍之父”的称号.

## 生平
林弥一郎在1932年被日本航空兵征招入伍，历任战斗机飞行员、飞行教官、航空兵曹长、陆军少尉飞行员。太平洋战争爆发前不久後随54战队进入中国战场参战。1944年11月，林弥一郎晋升为少佐。随后，林弥一郎调任驻沈阳的教育飞行团飞行队队长，负责新战斗机飞行员的战斗训练和中国东北地区的防空任务。
1942年6月，他在桂林空战中，在机身34处着弹及发动机受損下率队击落美国空军“飞虎队”5架战机。
1945年日本投降后，林弥一郎率部向八路军投降。1946年1月1日，东北民主联军决定成立东北航空总队，林弥一郎担任东北航空总队的副队长兼参议。同年3月1日，中國共產黨东北局成立了东北民主联军航空学校，林弥一郎被任命为主任教官。林弥一郎为人民空军的建设和发展作出了很大贡献。
1956年8月，林弥一郎返回日本。後來分別在1977年，1986年和1996年到中国参加纪念东北老航校成立活动。
1999年8月14日，林弥一郎病逝，终年87岁。